# 卡雷尔·古特
卡雷尔·古特（捷克語：Karel Gut，1927年9月16日—2014年1月6日），捷克男子冰球运动员，场上位置是后卫。他曾代表捷克斯洛伐克国家队参加1952年、1956年和1960年冬季奥林匹克运动会冰球比赛。